# 远霓螽属
远霓螽属（学名：Abaxinicephora）为螽斯科的一个属。

## 下属物种
本属包括以下物种：
- 优异远霓螽 Abaxinicephora excellens Gorochov & Kang, 2005